# Oružane snage Malte
Oružane snage Malte je naziv kombiniranih oružanih postrojbi Malte. 
Sastoji se od stožera i zasebnih bojni, s minimalnim zračnim i pomorskih snagama. Budući da je Malta najjužnija granica Europske unije, Oružane snage Malte imaju aktivnu ulogu u nadzoru državne granice.

## Sastav
- glavni stožer
- pješačka brigada
- 2 pješačke bojne
- bojna posebne namjene
- grupa podrške i obrane
- inženjerijska bojna
- komunikacijska bojna
- zrakoplovne snage
- 8 ophodnih brodova
- jedan tenk T-34 kineske proizvodnje